# Armelia
Armelia is de debuutroman van Gerardo Soto y Koelemeijer. Het is een familiegeschiedenis aan de vooravond van en tijdens het begin van de Spaanse Burgeroorlog (1936-1939).
Het verhaal speelt zich af in Santa Amalia, een dorpje in de Spaanse regio Extremadura, in het zuidwesten van Spanje, niet ver van Mérida.
De ik-persoon gaat naar het geboortedorp van zijn vader en treft daar Rosa, een vrouw van tachtig die hem over haar familie vertelt. Daarmee doorbreekt ze het taboe dat in Spanje heerst, namelijk het spreken over de Francodictatuur.
Rosa vertelt over haar tante, Armelia genaamd, een sterke en geliefde vrouw, die met Luis trouwt, een vreemdeling met het uiterlijk van een Amerikaanse filmster. Hun eenvoudige leven wordt ernstig verstoord in de aanloop van de naderende burgeroorlog. Wanneer de Marokkaanse opstand in 17 juli 1936 uitbreekt en een dag later overslaat naar het vasteland, gebeuren er dingen die niemand voor mogelijk had gehouden.